# Landesarbeitsgericht Freiburg
Das Landesarbeitsgericht Freiburg war ein Landesarbeitsgericht mit Sitz in Freiburg im Breisgau.

## Geschichte
Gemäß Arbeitsgerichtsgesetz vom 23. Dezember 1926 wurden in Deutschland Arbeitsgerichte gebildet. Diese waren nur in der ersten Instanz organisatorisch selbstständige Gerichte, die Landesarbeitsgerichte waren den Landgerichten zugeordnet. Am Landgericht Freiburg entstand so 1927 das Landesarbeitsgericht Freiburg als eines von sechs Landesarbeitsgerichten in der Republik Baden. Sein Sprengel umfasste die Arbeitsgerichte Freiburg, Lörrach und Neustadt.
Nach der Besetzung Deutschlands durch die Alliierten wurden 1945 zunächst alle Gerichte geschlossen. Die ordentlichen Gerichte wurden schon bald wieder eröffnet, während die Arbeitsgerichte zunächst nicht wieder eingerichtet wurden, so dass arbeitsgerichtliche Streitigkeiten von den ordentlichen Gerichten erledigt werden mussten. Gemäß Kontrollratsgesetz 21 vom 30. März 1946 sollten in Deutschland Arbeitsgerichte aufgebaut werden. Die Umsetzung in Baden erwies sich als schwierig. Die früheren Arbeitsgerichte Baden-Baden und Rastatt gehörten vorher zum Landesarbeitsgericht Karlsruhe. Karlsruhe lag aber in Württemberg-Baden. Vor allem aber fehlte es an einer obersten Instanz in Arbeitsgerichtssachen. Der Vorschlag, ein Oberlandesarbeitsgerichtes für alle Länder der französischen Zone einzurichten, wurde kontrovers diskutiert und letztlich durch den Beschluss der Direction du Travail du Gouverment de la Zone Francaise d'Occupation, in jedem Land ein eigenes Obergericht einzusetzen (in Baden eine Kammer beim Oberlandesgericht Freiburg) entschieden. Im Oktober 1948 wurde im Vertrauen auf ein bundesweites Obergericht jedoch auch darauf verzichtet. Durch diese Diskussionen erfolgte die Bildung von Arbeitsgerichten erst durch die Anordnung über die Errichtung der Arbeitsgerichtsbehörden vom 8. März 1949. Danach wurde erneut ein Landesarbeitsgericht Freiburg gebildet. Zugeordnet waren nun die Arbeitsgerichte Freiburg, Radolfzell, Rastatt, Lörrach, Offenburg und Villingen. Gründungspräsident war Otto Rappenecker.
Mit dem Arbeitsgerichtsgesetz von 1953 wurde das Landesarbeitsgericht organisatorisch vom Landgericht getrennt. Als Folge der Bildung des Landes Baden-Württemberg wurde das Landesarbeitsgericht Freiburg 1956 aufgehoben. Seine Aufgaben übernahm das Landesarbeitsgericht Baden-Württemberg. In Freiburg verblieben zwei Kammern des Landesarbeitsgerichts Baden-Württemberg.